# Khaled Baleid
Khaled Baleid (Arabic: خالد بلعيد) (sinh ngày 2 tháng 11 năm 1986) là một cầu thủ bóng đá người Yemen thi đấu ở vị trí tiền vệ chạy cánh trái; hiện tại thi đấu cho Salgaocar tại I-League. Anh cũng là thành viên của U-17 Yemen tham dự Giải vô địch bóng đá U-17 thế giới 2003 ở Phần Lan.

## Sự nghiệp
Năm 2015 Baleid ký hợp đồng với đội bóng I-league Salgaocar.

## Danh hiệu

### Câu lạc bộ
Al-Tilal '
- Giải bóng đá vô địch quốc gia Yemen: 1

2004–05
- Cúp Chủ tịch Yemen: 2
  - 2007, 2010
  - Á quân: 2009
- Yemeni Naseem Cup: 1
  - 2003
- al-Murisi Cup: 1
  - 2003

### Quốc gia
- U-17 Yemen
  - Giải vô địch bóng đá U-17 thế giới
    - Vòng bảng: 2003

  - Giải vô địch bóng đá U-17 châu Á
    - Á quân: Giải vô địch bóng đá U-17 châu Á 2002